# Núria Perpinyà i Filella
Núria Perpinyà i Filella (Lleida, Segrià, 25 de maig de 1961) és una escriptora catalana.

## Novel·la
L'obra de Núria Perpinyà és una barreja de reflexions intel·lectuals i d'ironia. El seu estil, qualificat de magmàtic, es caracteritza pel control compositiu i l'originalitat de l'acció. En cadascun dels seus llibres, Perpinyà es proposa un experiment diferent: a Una casa per compondre explora un nou gènere literari: la novel·la fragmentada en contes o composite novel. Una fusió de gèneres que torna a aparèixer a Els privilegiats on barreja novel·la i teatre.
El 1998 publica la seva primera novel·la, Un bon error, en què "ja es manifesta la complexitat i l'elaboració que caracteritzaran la resta de les seves novel·les".
Una casa per compondre (2001) és la història d'una pianista que busca pis. En ella, Perpinyà teixeix una trama polièdrica. Mentre la protagonista recorre tipus distints d'habitatges, al seu cap bull un remolí musical. El llibre té una estructura de contes encadenats que acaben fonent-se en una novel·la.
En la tercera novel·la, Mistana, Premi de la Crítica de narrativa catalana en 2005 s'abandona el realisme i domina el fantàstic. El llibre narra la història d'un meteoròleg amb trastorns mentals que cau en desgràcia i que arriba a un poble fantasmal habitat per personatges excèntrics, anomenat Mistana, on hi ha una boira perenne. L'obra és una vertiginosa, hipnòtica i radical tragèdia sobre la bogeria, la maternitat i la influència del context sobre l'individu. Escrita amb un ritme in crescendo de versos en prosa delirant, ens trobem amb una ficció desmesurada, tràgica i còmica alhora; i amb una boira filosòfica on les coses perden les seves aparences i l'home ja no sap què és.
L'any 2013 apareix Al vertigen, una novel·la d'amor entre alpinistes d'aire passional i feminista. La narració s'instal·la en la vessant més obscura del romanticisme i desdibuixa els límits entre la realitat i la ficció. El llibre fou molt elogiat per la crítica Cada llibre de Núria Perpinyà és un desafiament per parlar dels grans temes de sempre.
El 2018 Perpinyà és qualificada com «una de les escriptores catalanes més singulars dels darrers trenta anys» arran de la publicació de I, de sobte, el paradís, una novel·la experimental escrita amb milers de tuits sobre l'addicció a internet on l'acció es desenvolupa en un psiquiàtric de la vall dels Tammarians, l'escenari de la novel·la Al vertigen. L'obra planteja els avantatges i perjudicis de la xarxa, a més de debatre sobre altres trastorns de conducta com l'anorèxia nerviosa. L'obra teixeix un gran tapís de solitud en el món d'avui.
El 2022, l'autora ingressa a la ciència-ficció amb la novel·la futurista sobre el canvi climàtic, Diatomea, una sàtira absurda sobre el mar i «un discurs impagable sobre l'estupidesa humana» que alerta sobre els polítics demagògics.
El 2025 publica la novel·la fantàstica El cos invisible sobre una molècula que viatja per l’interior del cos. Les aventures microscòpiques són “una enginyosa variant” de l’Odissea d’Homer protagonitzat pel "personatge més petit de la història de la literatura". El llibre està escrit amb un “llenguatge vibrant” i és una crítica "al pensament dualista occidental que ha menyspreat la carn i exagerat l’ànima".

## Teatre
L'any 2007 apareix Els privilegiats, una còmica novel·la teatral on reflexiona sobre l'art a partir dels zeladors d'un museu. La ironia del llibre s'adreça contra el públic ignorant i contra l'art com a negoci i plataforma política i demostra l'afany per descobrir nous territoris literaris on el rigor no estigui renyit amb l'entreteniment.
Els cal·lígrafs (2010) és una tragicomèdia sobre l'educació i les humanitats. L'argument consisteix en el tancament d'una càtedra de cal·ligrafia antiga i la seva substitució per una titulació de peritatge cal·lígraf criminal. Aquesta modernització de la universitat crea tensions entre els professors i deixa a la llum gelosia i ressentiments. L'obra s'estrenà a Lleida al Teatre de l'Escorxador el 15 de desembre del 2010 sota la direcció d'Óscar Sánchez i interpretada per Imma Colomer, Pep Planas, Núria Casado i Ferran Farré.
Aquesta fusió i agermanament entre gèneres es torna a produir entre 2018 i 2019. Les addiccions a internet es conceben com una peça teatral (El vici) i com una novel·la (I, de sobte, el paradís). A El vici, malgrat ser conscient dels perills de les noves tecnologies, s'aposta per la creativitat digital. La peça és un experiment virtual i social online.

## Poesia
L'any 2023 apareix el seu primer llibre de poesia Cels canviants. Es tracta d'una història d'amor a través de poemes dialogats. Les variacions amoroses corren en paral·lel als canvis atmosfèrics. L'obra s'estrenà a la Sala Beckett el 10 de maig del 2023.

## Assaig: el relativisme humanista
Entre els treballs més acadèmics de Perpinyà destaquen els seus estudis sobre el poeta dels anys seixanta Gabriel Ferrater. Un intel·lectual atípic que va tenir molta influència en les generacions posteriors. En el seu estudi Gabriel Ferrater: recepció i contradicció (1997), Perpinyà analitza Gabriel Ferrater i fa una desconstrucció de la crítica catalana. Després d'uns anys d'abandó de l'activitat assagística, Perpinyà reapareix el 2008 amb Les criptes de la crítica. Vint lectures de l'Odissea, un assaig desmitificador, compendi de les distintes escoles de teoria literària. Escrit amb l'estil amè característic de Perpinyà, té la particularitat d'il·lustrar la teoria amb exemples com si es tractés d'un pastitx. Vint comentaris de l'obra d'Homer realitzats per l'autora «a la manera de», que demostren la varietat de lectures que pot tenir un text.
L'any 2010, Perpinyà guanya el Premi Internacional d'Assaig Siglo XXI de Mèxic amb Más que una máquina. És un assaig de pensament estructuralista i epistemològic sobre teoria del coneixement i sobre educació des de la Il·lustració fins als nostres dies, on s'oposen els aprenentatges creatius als rutinaris.
El 2014, l'assagista publica les seves investigaciones sobre romanticisme a Ruins, Nostalgia and Ugliness on analitza el medievalisme del segle xviii. Perpinyà considera la pintura de ruïnes romàntica com un precedent de la lletjor avantguardista.
El 2019, apareix el seu estudi sobre el teatre de l'absurd: La cadira trencada. Teatre català d'avantguarda. El llibre fa un repàs a cent anys d'avantguarda teatral catalana i internacional: «La versatilitat, la curiositat múltiple, els sabers expansius i mai retrets són característiques del procedir creatiu de Perpinyà, igual com ho són de l'esperit i dels afanys de les avantguardes fundacionals.»
Caos, virus, calma (2021) és un assaig interdisplicinar que compara la Teoria del Caos amb el caos artístic, social i polític. L'estudi, Premi Màlaga d’Assaig 2020, reflexiona sobre els patrons d’ordre i de caos al llarg de la Història. Hi té un relleu especial l’art d'avantguarda català. També es fa esment a la postveritat i a les crisis generades per la pandèmia de la covid-19.

## Obra

### Novel·les
- 1998: Un bon error (Barcelona, Editorial Empúries)
- 2001: Una casa per compondre (Barcelona, Empúries)
- 2005: Mistana (Barcelona, Editorial Proa)
- 2007: Els privilegiats (Barcelona, Empúries)
- 2013: Al vertigen (Barcelona, Empúries)
- 2018: I, de sobte, el paradís (Barcelona, Comanegra)
- 2022: Diatomea (Barcelona, La Magrana)
- 2025: El cos invisible (Barcelona, La Magrana)

### Teatre
- 2007: Els privilegiats (Barcelona, Empúries)
- 2011: Els Cal·lígrafs (Barcelona, Empúries)
- 2019: El vici (Tarragona, Arola)

### Poesia
- 2023: Cels canviants (Mallorca, Lleonard Muntaner)

### Assaig
- 1986: La poesia de Gabriel Ferrater (Barcelona, Edicions 62; amb Xavier Macià). Premi Assaig Josep Vallverdú.
- 1991: Teoria dels cossos, de Gabriel Ferrater (Barcelona, Empúries)
- 1997: Gabriel Ferrater: Recepció i Contradicció (Barcelona, Empúries)
- 2008: Las criptas de la crítica. Veinte lecturas de la Odisea (Madrid, Editorial Gredos)
- 2010: Más que una máquina (Mèxic, Siglo XXI)
- 2014: Ruins, Nostalgia and Ugliness. Five Romantic perceptions of Middle Ages and a spoon of Game of Thrones and Avant-garde oddity (Berlin, Logos Verlag).
- 2019: La cadira trencada. Teatre català d'avantguarda (Tarragona, Arola)
- 2021: Caos, virus, calma. La Teoría del Caos aplicada al desorden artístico, social y político (Madrid, Páginas de Espuma)
- 2023. Edició de Ai-Ai. El cadàver exquisit del teatre català (Tarragona, Arola)